# Batavia (Californie)
Pour les articles homonymes, voir Batavia.
Batavia est une census-designated place du comté de Solano, dans l'État de Californie, aux États-Unis,.